# Phan Nhiên Hạo
Phan Nhiên Hạo là một nhà thơ Việt Nam. Ông đã tốt nghiệp cử nhân Văn chương, Đại học Sư phạm, TP Hồ Chí Minh; Cử nhân Văn chương Anh-Mỹ, Đại học California, Los Angeles, 1998; Cao học Thư Viện-Thông tin, University of California, Los Angeles, 2000; Cao học Nhân Loại Học (Đông Nam À), University of Northern Illinois, 2010. Sống ở Hoa Kỳ từ năm 1991. Hiện ông làm việc tại Illinois. 

## Tác phẩm
- Chế Tạo Thơ Ca 99-04, thơ. Nhà xuất bản Văn,San Jose 2004;
- Thiên Đường Chuông Giấy, thơ. Nhà xuất bản Tân Thư, Garden Grove, 1998.
- Radio Mùa Hè, thơ. Nhà xuất bản Nhân Ảnh, California, 2019.

Thơ dịch ra tiếng Anh in trên các tạp chí và tuyển tập: 
- The Literary Review, Manoa;
- X-Connect; Filling Station;
- Of Vietnam: Identities in Dialogue;
- Three Vietnamese Poets...
- Paper Bells (collection of poems). The Song Cave, New York, 2020